# Jakob Breyne
Jakob (Jakub) Breyne (Breyn, Breynius) (ur. 14 stycznia 1637 w Gdańsku, zm. 25 stycznia 1697 w Gdańsku) – kupiec i botanik gdański, pochodzenia niderlandzkiego. W badaniach botanicznych zajmował się głównie roślinami egzotycznymi, ale też przyczynił się do poznania flory Gdańska i jego okolic. Kolekcjoner bursztynu bałtyckiego.

## Życie i działalność
Był synem znanego gdańskiego kupca Jakoba Breyna i Anny z domu Moorman, pochodzących z Antwerpii. Rodzina należała do uchodźców religijnych ze względu na wyznawany kalwinizm. Uczył się w Gimnazjum Akademickim (Akademisches Gymnasium) w Gdańsku, gdzie zetknął się z Christianem Mentzelem i odbywał z nim pierwsze wyprawy badawcze. W czasie pobytu w Lejdzie, dokąd przez ojca wysłany został na praktyki kupieckie do krewnych, uczęszczał na tamtejszy uniwersytet jako wolny słuchacz, interesując się szczególnie botaniką. Przerwał swój pobyt w Lejdzie po otrzymaniu wiadomości o nagłej śmierci ojca, w następstwie której wrócił do rodzinnego miasta, przejął rodzinny interes i zajął się kupiectwem. W roku 1655 ożenił się z Sarą Rogge. Po latach wrócił do swoich pasji naukowych. Założył też drukarnię, do której nowoczesny sprzęt sprowadził z Holandii i w której wydawał własne dzieła. Współpracował z najlepszymi rysownikami i rytownikami gdańskimi (m.in. Andrzejem Stechem) oraz botanikami z różnych stron świata. Odrzucił ofertę zostania profesorem na Uniwersytecie w Lejdzie i w 1668 jako kupiec uzyskał w Gdańsku prawa obywatelskie. Kolekcjoner bursztynu bałtyckiego. Zbiór bursztynów rodziny Breynów, Jakoba i syna Johanna Philippa, który wygłaszał wykłady na temat części posiadanych bryłek i wypożyczał je w celach badawczych kolekcjonerom z regionu, m.in. lekarzowi z Elbląga Nathanaelowi Sendelowi – został zakupiony w 1766 roku przez Katarzynę II.

### Prace botaniczne
Utrzymywał żywe kontakty z przedstawicielami holenderskiej nauki i ogrodów botanicznych oraz z botanikami z wielu krajów, w tym z członkiem Royal Society Jamesem Petiverem. Założył w Gdańsku ogród botaniczny i muzeum przyrodnicze, gromadząc bogaty zielnik i księgozbiór (rozwijany później przez syna, zawierał w 1765 roku 4900 tomów). Od znajomych z Holandii, w tym także botaników i urzędników pracujących w służbie kolonialnej, otrzymywał arkusze zielnikowe, nasiona, bulwy i cebule roślin egzotycznych oraz ich ryciny i akwarele. Gromadził także skamieniałości, minerały i muszle. Opisywał i dokumentował na ilustracjach rośliny egzotyczne, które w tym celu sadził i uprawiał w ogrodzie.
Chociaż Breyne zajmował się głównie roślinami egzotycznymi, to w jego dziele Exoticarum aliarumque... (1677) wymienione i zilustrowane zostały również gatunki występujące w Prusach Królewskich. Niektóre podawane przez Breynego gatunki były nowe dla gdańskiej flory, inne przytaczał za dziełem Johannesa Loesela. Zachowane egzemplarze zasuszonych roślin zebranych przez niego lub przez jego „informatorów” w okolicach Gdańska i Torunia oraz na Kaszubach zachowały się do dzisiaj w dwóch seriach zielników (horti sicci) przechowywanych w Lejdzie, a także w zbiorach brytyjskich. W Prodromus… z 1680 roku Breyne opisał ogrody botaniczne Holandii, ale znalazły się tu także wzmianki o wybranych gatunkach flory Prus. Druga część tego dzieła ukazała się w roku 1689, a kolejne wydanie – w 1739 roku, już po śmierci autora, na nowo opracowane i uzupełnione przez jego syna – Johanna Philippa Breynego. Jakob Breyne zamierzał opublikować również Viridarium Prussiae occidentalis Cassubiaeque, ale długa choroba i śmierć przerwały te przygotowania już w fazie wstępnej – o czym informuje jego syn w przedmowie do Flora quasimodogenita Georga Helwinga. Pracował również nad rozbudowaną, wzbogaconą o liczne ilustracje, publikacją poświęconą grzybom Pomorza. Johann Philipp Breyne pisał też o innych studiach botanicznych swojego ojca, ale, ponieważ nie zachowały się żadne rękopisy i zielniki, nic bliżej o nich nie wiadomo. Jedynie część zbiorów zielnikowych, obejmująca trawy z okolic Gdańska, po wysłaniu do Johanna Scheuchzera została wykorzystana i opisana w pracy pt. Agrestographia w 1719. Nie wiadomo nic o lokalizacji i rozmiarach ogrodu Breynego, w którym eksperymentował, sadząc rośliny zarówno z okolic Gdańska, jak i egzotyczne.
Podczas obserwacji botanicznych dokumentował zmienność roślin (np. skalnicy torfowiskowej znalezionej na Mierzei Wiślanej), zakładając, że przyczyna jej zwykle jest wewnętrzna i tkwi już w nasieniu, tym samym polemizując z poglądami Roberta Morisona, angielskiego botanika, zakładającego, że przyczyną zmian są zawsze czynniki zewnętrzne. Prowadził też eksperymenty nad odżywianiem się roślin (1678), sadząc nasiona w różnych warunkach glebowych. Przeprowadzał również doświadczenia z wysiewaniem nasion w różnym wieku.
Na pracach Jakuba Breynego opierał się wielokrotnie Karol Linneusz. W efekcie niektóre gatunki, jak np. jaskier kaszubski (Ranunculus cassubicus), otrzymały od niego nazwę odnoszącą się do nazwy obszaru, na którym Breyne na te taksony natrafił.
W nomenklaturze botanicznej Jakob Breyne wymieniany jest jako autor nazwy w pełnym brzmieniu nazwiska: Breyne. Jednak ze względu na to, iż za początek nomenklatury botanicznej przyjmuje się prace Linneusza, żadna z nazw wprowadzonych przez Breynego nie ma statusu nazwy poprawnej.

## Publikacje

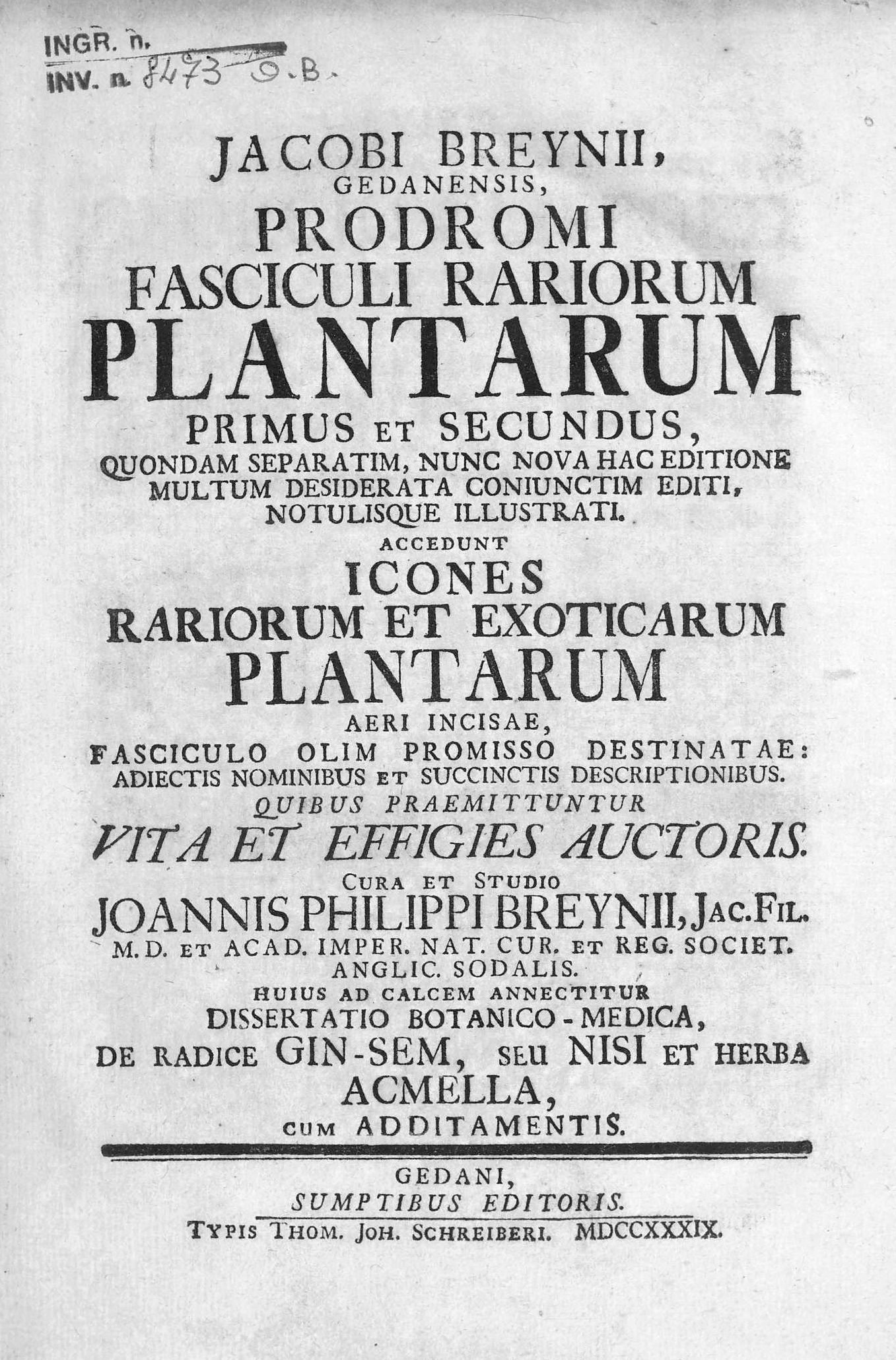
Prodromi fasciculi rariorum plantarum primus et secundus, 1739

- 1677: Exoticarum aliarumque minus cognitarum plantarum centuria prima. Gedani. Typis, sumptibus & in ædibus Autoris, ss. [34]+195+[11]+XXV+[1].
- 1680: Prodromus fasciculi rariorum plantarum, Anno M.DC.LXXIX. in hortis Celeberrimis Hollandiae, praefertim Incomparabili & Nobilissimo illo Florae Pandocheo Illustrissimi atqve Excellentissimi Domini, Domini Hieronymi van Beverningk etc. observatarum a Jacobo Breynio, Gedanensi. Cui accedunt Interrogationes de nonnullis Plantarum ab Auctore in Centuria prima descriptarum partibus, quibus, tempore editionis Centuriae primae, Idem ille ut plurimum destitutus fuit. Gedani Sumptibus Auctoris, Imprimebat David Fridericus Rhetius.
- 1689: Prodromus fasciculi rariorum plantarum secundus, exhibens catalogum platar. rariorum an. 1688. in hortis celeberrimis Hollandiae observatarum etc. Gedani.

Christian Mentzel wymienił też niezachowaną pracę autorstwa Breynego pt. Indices plantarum brasiliensium nondum editarum.

## Upamiętnienie
Nazwisko Jakuba Breynego zostało przez Johanna Reinholda Forstera i Georga Forstera upamiętnione w nazwie naukowej rodzaju Breynia, zaliczanego w zależności od ujęcia do rodziny liściokwiatowatych lub wilczomleczowatych. Karol Linneusz wcześniej tę samą nazwę zaproponował dla rodzaju z rodziny kaparowatych, ale została ona odrzucona. 
Na cześć Breynego nadano także nazwy gatunkowi jaskra Ranunculus breyninus (jaskier skalny, częściej określany późniejszym synonimem R. oreophilus) oraz dwóm gatunkom z rodziny bobowatych: Monopetalanthus breynei Bamps i Gilbertiodendron breynii Bamps.